# Japan Open Tennis Championships 1984
Il Japan Open Tennis Championships 1984 è stato un torneo di tennis giocato sul cemento. 
È stata la 12ª edizione del Japan Open Tennis Championships, che fa parte della categoria del Volvo Grand Prix 1984 e del Virginia Slims World Championship Series 1984. Sia il torneo maschile che quello femminile si sono giocati a Tokyo in Giappone, dall'8 al 14 
ottobre 1984.

## Campioni

### Singolare maschile
David Pate ha battuto in finale  Terry Moor con il punteggio di 6–3, 7–5

### Singolare femminile
Lilian Kelaidis ha battuto in finale  Shawn Foltz con il punteggio di 6–4, 6–2

### Doppio maschile
David Dowlen /  Nduka Odizor hanno battuto in finale  Mark Dickson /  Steve Meister con il punteggio di 6–7, 6–4, 6–3

### Doppio femminile
Betsy Nagelsen /  Candy Reynolds hanno battuto in finale  Emilse Raponi /  Adriana Villagrán con il punteggio di 6–3, 6–2